# Stoke City FC (rezerva a akademie)
Rezerva Stoke City FC je výběr hráčů anglického klubu Stoke City do 21 let. Rezerva hraje ligovou sezónu ve 2. divizi Premier League do 21 let. Své domácí zápasy hraje na domácím stadionu Stoke City, na Britannia Stadium. Trenérem je Glyn Hodges.
Akademie Stoke City FC je výběr hráčů Stoke City do 18 a níže let. Trenérem je Kevin Russell.

## Sestava U21
Aktuální k datu: 22. únor 2016
| Číslo |           | Pozice | Hráč                    |
| ----- | --------- | ------ | ----------------------- |
| 39    | Maďarsko  | B      | Dániel Gyollai          |
| —     | Austrálie | B      | Dominic Kurasik         |
| —     | Anglie    | O      | Lewis Banks             |
| —     | Anglie    | O      | Ben Barber              |
| —     | Anglie    | O      | Liam Edwards            |
| 40    | Irsko     | O      | Bobby Moseley           |
| —     | Irsko     | O      | Ryan O'Reilly           |
| —     | Anglie    | O      | Johnville Renee-Pringle |
| —     | Irsko     | O      | Mason Watkins-Clark     |
| —     | Anglie    | Z      | Ed Dryden               |

| Číslo |           | Pozice | Hráč             |
| ----- | --------- | ------ | ---------------- |
| 30    | Maroko    | Z      | Moha El Ouriachi |
| 38    | Francie   | Z      | Eddy Lecygne     |
| —     | Španělsko | Z      | Sergio Molina    |
| —     | Anglie    | Z      | Ollie Roberts    |
| 42    | Anglie    | Z      | Joel Taylor      |
| 41    | Anglie    | Z      | Mark Waddington  |
| —     | Německo   | Ú      | Yusuf Çoban      |
| —     | Austrálie | Ú      | Peter Skapetis   |
| 37    | Anglie    | Ú      | Dom Telford      |
| —     | Anglie    | Ú      | George Waring    |

## Sestava U18
Aktuální k datu: 22. únor 2016
| Číslo |             | Pozice | Hráč           |
| ----- | ----------- | ------ | -------------- |
| —     | Anglie      | B      | Tommy Dyche    |
| —     | Anglie      | B      | Harry Isted    |
| —     | Austrálie   | B      | Chris Marques  |
| —     | Anglie      | O      | Theo Brierley  |
| —     | Anglie      | O      | Tom Edwards    |
| —     | Anglie      | O      | Harvey Read    |
| —     | Kanada      | O      | Kosovar Sadaki |
| —     | Portugalsko | O      | Luis Silva     |
| —     | Wales       | O      | Liam Smith     |

| Číslo |                   | Pozice | Hráč              |
| ----- | ----------------- | ------ | ----------------- |
| —     | Anglie            | O      | Toby Wells        |
| —     | Anglie            | O      | Josh Williams     |
| —     | Anglie            | Z      | Jake Dunwoody     |
| —     | Anglie            | Z      | Daniel Jarvis     |
| —     | Belgie            | Z      | Thibaud Verlinden |
| —     | Pobřeží slonoviny | Z      | Freddy Yao        |
| —     | Irsko             | Ú      | Shola Ayoola      |
| —     | Belgie            | Ú      | Julien N'Goy      |
| —     | Wales             | Ú      | Tom Shepherd      |

## Úspěchy
- The Central League ( 2× )
  - 1927/1928, 2003/04
- North Staffordshire & District League ( 2× )
  - 1895/1896, 1898/99
- Football League Youth Alliance – 3. divize (sever) ( 1× )
  - 1998–99
- Generation Adidas Cup ( 1× )
  - 2013/14
- Central League Cup ( 1× )
  - 1996/97
- Midland Youth League Cup ( 1× )
  - 1996/97